# آدم‌های مزخرف
آدم‌های مزخرف (انگلیسی: The Rotters) یک فیلم به کارگردانی ای. وی. برامبل است که در سال ۱۹۲۱ منتشر شد. از بازیگران آن می‌توان به سیدنی فربرادر، سیدنی پاکستون و راجر ترویل اشاره کرد.